# Homaemus variegatus
Homaemus variegatus är en insektsart som beskrevs av Van Duzee 1914. Homaemus variegatus ingår i släktet Homaemus och familjen sköldskinnbaggar. Inga underarter finns listade i Catalogue of Life.